# Circle Jerks
Circle Jerks (estilizado como Ciʀcle JƎʀᴋs) es una banda estadounidense de hardcore punk formada en Hermosa Beach (California) en 1979 por Keith Morris y Greg Hetson. Hasta 2025, el grupo ha publicado seis álbumes de estudio, una recopilación, un álbum en vivo y un DVD en directo. Su primer álbum, Group Sex (1980), es considerado un trabajo representativo del género. Diversos críticos han señalado a Circle Jerks como uno de los grupos que impulsaron la escena hardcore punk californiana de finales de la década de 1970, junto a bandas como Dead Kennedys y Black Flag.

## Historia

### Formación e inicios (1979–1982)
Keith Morris fue el primer vocalista de Black Flag y grabó con la banda el EP Nervous Breakdown (1978). En 1979, dejó el grupo y formó un proyecto llamado Bedwetters junto a Greg Hetson, guitarrista que había tocado en Red Cross. Se unieron a ellos el bajista Roger Rogerson y el baterista Lucky Lehrer. Lehrer no aprobó el nombre original, por lo que Morris lo sustituyó por Circle Jerks tras encontrarlo en un diccionario de jerga.
En la primavera de 1980, el grupo grabó sus primeras canciones, incluida la versión original de «Wild in the Streets», que apareció en la recopilación Rodney on the ROQ, publicada por Posh Boy Records. En julio de ese año grabaron su primer álbum, Group Sex, lanzado en octubre por Frontier Records. El disco contiene 14 canciones con una duración total cercana a los 15 minutos, varias de ellas compuestas por Morris durante su etapa en Black Flag.
En 1981, Circle Jerks apareció en el documental de Penelope Spheeris The Decline of Western Civilization, que retrata la escena punk californiana entre 1979 y 1980. El grupo interpretó varios temas en la sala Starwood; este material constituye uno de los pocos registros en vivo de la formación original. La banda sonora incluyó versiones en directo de cinco canciones de Group Sex.
A finales de 1980, firmaron con Faulty Products, filial de IRS, y lanzaron su segundo álbum, Wild in the Streets (1982), cuyo tema principal es una versión de Garland Jeffreys. Tras el cierre del sello pocos meses después, la banda recuperó los derechos del álbum, aunque la cinta maestra estéreo original se perdió, lo que obligó a una remezcla para su reedición en 1988.

### Consolidación y cambios (1983–1989)
En 1983, Circle Jerks firmó un contrato de gestión con Far Out Productions, dirigida por el productor Jerry Goldstein, y publicó su tercer álbum, Golden Shower of Hits, a través de LAX Records. La canción homónima es un medley de seis versiones que narran la historia ficticia de una relación, desde el enamoramiento hasta el divorcio.
En 1984, participaron en la película Repo Man de Alex Cox, donde interpretaron una versión acústica de «When the Shit Hits the Fan» con nuevos miembros: Chuck Biscuits (batería) y Earl Liberty (bajo). Ambos fueron sustituidos posteriormente por Keith Clark y Zander Schloss, quienes también aparecieron en el filme.
La banda firmó con Combat Records, subsello punk de Relativity Records, y lanzó Wonderful (1985). Dos años después publicaron VI (1987), que incluyó el tema «Love Kills», compuesto para la banda sonora de la película Sid y Nancy (1986).
En 1989, Chris Poland (exguitarrista de Megadeth) se unió brevemente como bajista tras la salida de Schloss.

### Hiatus (1990-1993)
Circle Jerks se disolvió en 1990 después de que Hetson dejara la banda para continuar grabando con Bad Religion. Las grabaciones en vivo realizadas durante la que sería su última gira en ese momento quedaron inmortalizadas en el álbum en vivo Gig en 1992, su tercer y último lanzamiento para Relativity. 
Durante la pausa, Hetson seguiría tocando en Bad Religion; Schloss tocó la guitarra y el bajo en varios actos; Clark inicialmente se retiró de la música; Morris trabajó en trabajos de baja categoría y luchó contra problemas de salud (había dejado una larga adición de las drogas y el alcohol en 1988).

### Reuniones y pausas (1994-2011)
Un largo período de inactividad para Circle Jerks terminó en 1994, cuando la formación de la era Wonderful se reunió y firmó un contrato con un sello importante con Mercury Records, un movimiento que tuvo algunas complicaciones comerciales: Hetson todavía estaba con Bad Religion, que había firmado un largo contrato temporal con Atlantic Records, mientras que Schloss había sido parte de una banda contratada por Interscope Records. Después de solucionar estas dificultades, la banda grabó su último álbum de estudio hasta la fecha, Oddities, Abnormalities and Curiosities, lanzado el 20 de junio de 1995. Una pista del álbum, una versión de "I Wanna Destroy You" de The Soft Boys, incluía acompañamiento. voz de la cantante y compositora pop Debbie Gibson, que acababa de terminar un álbum en solitario con el mismo productor de Circle Jerks. Más tarde, Gibson hizo una aparición sorpresa en la actuación de Circle Jerks en popular club de música neoyorkino CBGB para interpretar "I Wanna Destroy You" con la banda. A pesar de la atención de los medios, el grupo implosionó repentinamente tres semanas después de comenzar la gira detrás del álbum. La ruptura no sería totalmente permanente, ya que los Jerks tocaron esporádicamente a lo largo de finales de la década de 1990, pero Clark dejó la música para siempre. El bajista original Rogerson murió en 1996 de una sobredosis de drogas. Tenía 41 años.
La actividad adicional de Circle Jerks se detuvo repentinamente cuando Morris anunció que le habían diagnosticado diabetes en la edad adulta en 1999. Una multitud de bandas de punk celebraron actos en su nombre.
Morris, Hetson y Schloss, con el baterista Kevin Fitzgerald, continuaron de gira hasta 2011, entre otros compromisos: Hetson todavía era miembro a tiempo completo de Bad Religion, Schloss tocaba el bajo para la banda de punk reformada de Los Ángeles de primera generación, The Weirdos, y Morris fue director de A&R de V2 Records hasta que sus propietarios cerraron repentinamente el sello en 2007.
En 2004, los Circle Jerks grabaron un DVD de concierto en vivo como parte de la serie de DVD en vivo de Kung-Fu Records The Show Must Go Off!, en el que la banda tocó canciones de sus seis álbumes de estudio, además de guiños a Schloss. otra banda actual y la primera banda de Morris, respectivamente: versiones de "Solitary Confinement" de los Weirdos y "Nervous Breakdown" de Black Flag. En 2005, Hetson formó otra banda, Black President.
Durante varios años, se rumoreaba que era inminente un álbum de Circle Jerks con nuevo material, aunque no se hizo ningún otro anuncio formal. A finales de febrero de 2007, la banda lanzó su primera canción nueva desde 1995 en su página de Myspace, titulada "I'm Gonna Live", añadiendo más anticipación a la posibilidad de que surgiera un nuevo álbum. Sin embargo, en una entrevista de abril de 2008, el guitarrista Hetson admitió que Circle Jerks no lanzaría ningún material nuevo de estudio, diciendo que no sabe qué sucederá en el futuro, "pero en un futuro cercano, no saldrá ningún material de Circle Jerks".
Circle Jerks apareció en un comercial de televisión de XM Satellite Radio (fueron la primera banda que tocó en el comercial, que incluía "Operation" del álbum Group Sex), y la banda también publicó una versión de la canción de Germs "The Slave" en su página de Myspace. 
Circle Jerks realizaron su último espectáculo durante casi una década en el Bluebird Theatre de Denver el 27 de enero de 2011. 
De 2011 a 2019, Circle Jerks estuvieron en pausa debido a una disputa entre Morris y el resto de la banda. El conflicto fue por canciones escritas por Morris y Dimitri Coats (de Burning Brides), que se suponía que produciría un nuevo álbum de Circle Jerks, decidió que las canciones que había escrito Hetson no estaban a la altura del catálogo de Circle Jerks. Morris estuvo de acuerdo y tanto él como Coats escribieron varias canciones destinadas al nuevo álbum. Los otros miembros de Circle Jerks creían que Coats era "arrogante, autoritario, egoísta" y pidieron que lo despidieran de la producción del nuevo disco. Morris no estuvo de acuerdo, y él y Coats reclutaron a Steven Shane McDonald (de Redd Kross) y Mario Rubalcaba (Rocket from the Crypt, Hot Snakes, 411, Clikatat Ikatowi, Earthless) para comenzar una nueva banda llamada Off!.

### Show de aniversario de Group Sex (2019-presente)
El 22 de noviembre de 2019, Circle Jerks anunciaron que se reunirían en 2020 para varios espectáculos para celebrar el 40 aniversario de su álbum debut Group Sex, incluido Punk Rock Bowling de ese año. Sin embargo, la pandemia de COVID-19 provocó que las representaciones se pospusieran hasta 2021. Tres cuartas partes de la formación final (Keith Morris, el guitarrista Greg Hetson y el bajista Zander Schloss) participaron en la reunión. 
El 15 de julio de 2021 se anunció que el ex baterista de Queens of the Stone Age y Danzig, Joey Castillo, se uniría a la banda en la batería. 
En abril de 2022, se pospusieron seis fechas de la gira de aniversario después de que Morris dio positivo por el virus COVID-19.

## Legado
Muchas bandas y artistas han citado a Circle Jerks como una gran influencia, incluyendo a Chester Bennington de Linkin Park, Red Hot Chili Peppers, Pearl Jam, Anti-Flag, Dropkick Murphys, The Offspring, NOFX, y Pennywise.

## Discografía

### Álbumes de estudio
| Año       | Título                                  | Sello       | Formato |
| --------- | --------------------------------------- | ----------- | ------- |
| 1980      | Group Sex                               | Frontier    | LP/CD   |
| 1982      | Wild in the Streets                     | Frontier    | LP/CD   |
| 1983      | Golden Shower of Hits                   | Allegiance  | LP/CD   |
| 1985      | Wonderful                               | Combat      | LP/CD   |
| 1987      | VI                                      | Combat      | LP/CD   |
| 1992      | GIG                                     | Combat      | CD      |
| 1995      | Oddities, Abnormalities and Curiosities | Mercury     | CD      |
| 2008/2009 | Sin título                              | Desconocido | CD      |